# 八耳鄉
八耳鄉（八耳公社、五一公社），是四川省鄰水縣曾经下辖的一个乡。

## 沿革[1]
1949年12月，石永區人民政府即建立了八耳鄉公所。1950年2月，八耳鄉公所劃歸新建的豐禾區人民政府領導。1953年4月24日，八耳鄉公所改稱八耳鄉人民政府。1956年1月16日，八耳鄉政府改稱八耳鄉人民委員會。1958年9月22日，八耳鄉人委改稱八耳人民公社。1966年5月「文革」開始後，八耳人民公社工作受到干擾。1967年1月破「四舊」時，八耳人民公社改稱五一人民公社。3月，由公社武裝幹部和群眾代表主持成立了五一人民公社生產辦公室，負責公社日常工作。1969年2月19日，經縣人武部黨委批准，五一人民公社革命委員會成立。1973年5月12日，經地革委批准，五一人民公社革委會復稱八耳人民公社革命委員會。1976年10月粉碎「四人幫」後，八耳人民公社的行政組織機構仍然是革命委員會。1981年3月，縣委決定撤銷八耳人民公社革委會，建立八耳人民公社管理委員會，管委會設正、副主任。1984年1月，根據中共中央體制改革要求，縣委又決定墩銷八耳人民公社管委會，建立八耳鄉人民政府。1994年與風洞鄉合併建八耳鎮。